# Ваді-Шуайб

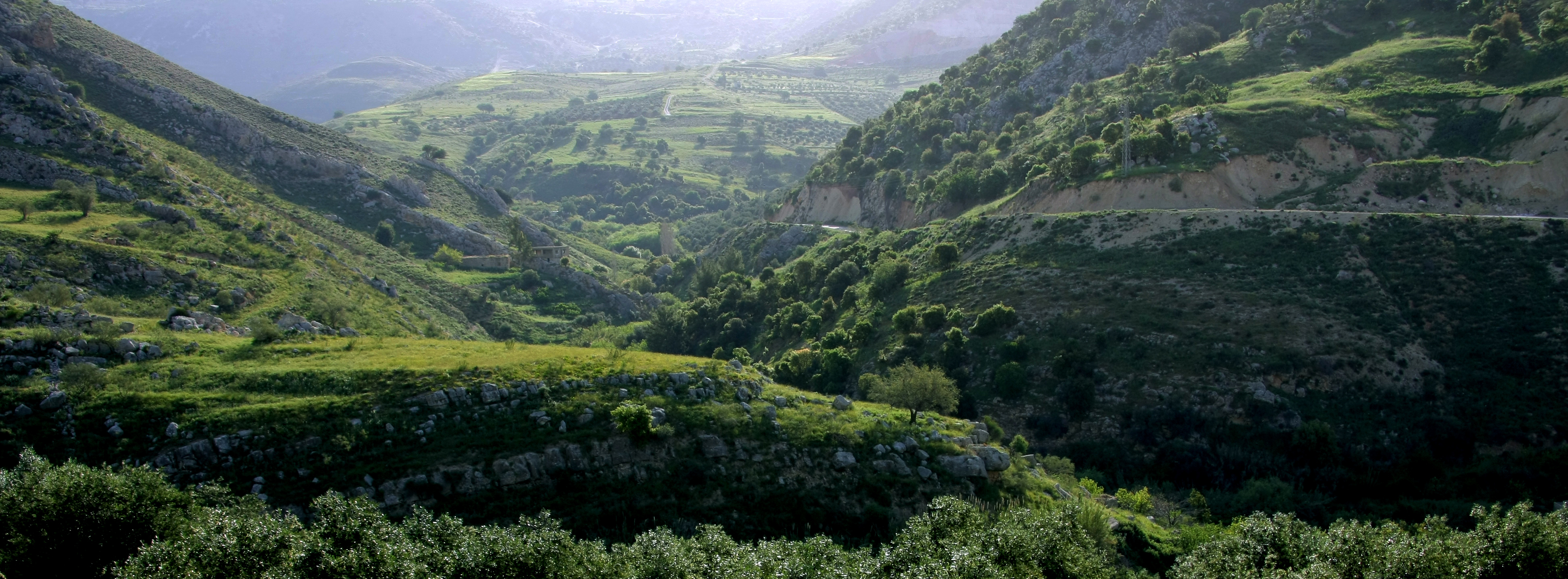
Панорамний вид Ваді-Шуайб

Ваді-Шуайб (араб. وادي شُعَيب) — ваді (пересохла річкова долина), що розташована в провінції Ель-Балка в Йорданії. Її назва походить від імені ісламського пророка Шуайба (Їтро за біблійною традицією), могила якого за переказами розташована саме тут.
Ваді-Шуайб лежить на висоті 1200 м над рівнем моря, на захід від міста Сувейліх. Площа його водозбору сягає 180 км². Крізь ваді в 1968 році була споруджена засипана землею гребля.
Населеними пунктами, що лежать вздовж ваді є Ес-Салт, Ель-Фухейс і Махіс, з яких у Ваді-Шуайб скидаються  очищені та неочищені стічні води.
Результати розкопок, що проводилися в цій місцевості, вказують, що територія ваді була провідним місцем періоду неоліту на території сучасної Йорданії.